# Вигоничі (село)
Вигоничі (рос. Выгоничи) — село в Вигоницькому районі Брянської області Російської Федерації.
Населення становить 79 осіб. Входить до складу муніципального утворення Кокінське сільське поселення.

## Історія
Від 2005 року входить до складу муніципального утворення Кокінське сільське поселення.

## Населення
| 2010 | 2013 |
| ---- | ---- |
| 97   | ↘79  |